# Otrere
Otrere – w mitologii greckej nimfa lejmoniada. Córka boga wiatru wschodniego Eurosa, siostra Aury. Pierwsza królowa Amazonek. Zakochał się w niej Ares, a ona urodziła mu córki Hippolitę, Pentezyleę, Antiopę i Mellanippę. Zginęła zabita przez Chimerę.
Otrere ufundowała budowę Artemizjonu w Efezie. W prezencie ślubnym Ares podarował jej miecz Anaklysmos, którego wyjął z wód podziemnej rzeki Acheron. Ślub Aresa i Otrere jest także tematem wielu obrazów.